# Liqui Moly Open 2022
Il Liqui Moly Open 2022 è stato un torneo di tennis femminile giocato sui campi in terra rossa all'aperto. È stata la 3ª edizione del torneo, facente parte del WTA Challenger Tour 2022. Il torneo si è giocato al TC Rüppurr di Karlsruhe in Germania dal 10 al 15 maggio 2022.

## Partecipanti al singolare

### Teste di serie
| Nazionalità | Giocatrice          | Ranking* | Testa di serie |
| ----------- | ------------------- | -------- | -------------- |
| Belgio      | Alison Van Uytvanck | 59       | 1              |
| Egitto      | Mayar Sherif        | 61       | 2              |
| Ungheria    | Anna Bondár         | 68       | 3              |
| Belgio      | Greet Minnen        | 79       | 4              |
| Ungheria    | Panna Udvardy       | 83       | 5              |
| Francia     | Clara Burel         | 84       | 6              |
| Ungheria    | Dalma Gálfi         | 91       | 7              |
| Stati Uniti | Bernarda Pera       | 100      | 8              |

* Ranking al 25 aprile 2022.

### Altre partecipanti
Le seguenti giocatrici hanno ricevuto una wild card per il tabellone principale:
- Eva Lys
- Ella Seidel
- Laura Siegemund
- Marija Timofeeva

Le seguenti giocatrici sono entrate in tabellone con il ranking protetto:
- Priscilla Hon
- Bibiane Schoofs

La seguente giocatrice è entrata in tabellone come alternate:
- Mandy Minella

### Ritiri
Prima del torneo
- Irina Maria Bara → sostituita da  Bibiane Schoofs
- Harriet Dart → sostituita da  Katarzyna Kawa
- Vitalija D'jačenko → sostituita da  Kathinka von Deichmann
- Kathinka von Deichmann → sostituita da  Mandy Minella

## Partecipanti al doppio

### Teste di serie
| Nazione    | Giocatrice        | Nazione | Giocatrice           | Rank1 | Seed |
| ---------- | ----------------- | ------- | -------------------- | ----- | ---- |
| Polonia    | Katarzyna Piter   | Belgio  | Kimberley Zimmermann | 157   | 1    |
| Slovacchia | Tereza Mihalíková | Belgio  | Greet Minnen         | 158   | 2    |

* Ranking al 25 aprile 2022.

### Altre partecipanti
La seguente coppia ha ricevuto una wild card per il tabellone principale:
- Amina Anšba  /  Marija Timofeeva

La seguente coppia è entrata in tabellone come alternate:
- Mihaela Buzărnescu /  Mai Hontama

### Ritiri
Prima del torneo
- Anna Bondár /  Dalma Gálfi → sostituite da  Mihaela Buzărnescu /  Mai Hontama

## Campionesse

### Singolare
Mayar Sherif ha sconfitto in finale  Bernarda Pera con il punteggio di 6-2, 6-4.

### Doppio
Mayar Sherif /  Panna Udvardy hanno sconfitto in finale  Jana Sizikova /  Alison Van Uytvanck con il punteggio di 5-7, 6-4, [10-2].